# Gregori II (papa)
Gregori II (Roma, ? - 11 de febrer de 731) va ser papa entre el 715 i el 731.
Com a diaca, havia participat en les discussions del Concili de Constantinoble l'any 692, que ja marcaven les dissensions entre l'Església de Roma i l'Església Ortodoxa. L'emperador romà d'Orient, Lleó III l'Isàuric, volia cobrar impostos també als territoris sotmesos a la jurisdicció del Papa i l'exarca de Ravenna es va haver d'enfrontar als destacaments de l'exèrcit local que donava suport al Papa. El conflicte es va estendre a l'àmbit teològic quan l'emperador, prenent partit, va atacar el culte a les imatges santes adoptant la ideologia iconoclasta i va deposar el patriarca de Constantinoble. El conflicte va ser alhora militar i doctrinal. L'exarca de Ravenna va aconseguir impedir que els longobards, encara pagans, participessin en les campanyes militars.
Va ser escollit papa el 19 de maig del 715. Va restablir el monestir de Montecassino. Va convocar el 729 un concili contra els iconoclastes i va enviar Bonifaci a predicar el cristianisme a Alemanya. Va acceptar el govern de Roma que li va oferir el poble l'any 726, revoltat contra la dominació de l'Imperi d'Orient.
Va exhortar als fidels a definir-se contra l'heretgia proclamada per l'emperador, a qui va retreure de no haver volgut defensar Itàlia. Va impedir que els romans paguessin impostos a Constantinoble. Les tropes imperials estacionades a Itàlia es van revoltar contra aquestes disposicions, i l'exarca de Ravenna va ser assassinat en un motí pels habitants de la ciutat. Els romans van expulsar el duc nomenat per Orient, i es van declarar República. El papa va adquirir el govern ministerial de la ciutat i del seu ducat.
L'any 728 el rei dels longobards Luitprand va assetjar i prendre Ravenna. Per guanyar-se el papa, va cedir Sutri i el seu territori a la Santa Seu. Lleó III va nomenar un nou exarca a Ravenna, Eutiqui, que no podia fer res sense tropes, sobretot perquè els ducs longobards de Spoleto i Benevent, revoltats, donaven suport al papa. Tanmateix, es va instal·lar a Ravenna amb l'ajuda de la República de Venècia i a petició del Papa. Llavors l'exarca es va aliar amb Luitprand el rei dels longobards.
L'any 729, les tropes de Luitprand i d'Eutiqui es van presentar davant de Roma. Gregori, atemorit, va escriure a Carles Martell demanant ajuda, però va ser en va. Va sortir de Roma per trobar-se amb el rei longobard i va aconseguir de convèncer-lo perquè abandonés el setge de la ciutat.
Gregori II va morir l'11 de febrer de l'any 731. Des de l'inici del seu pontificat, el seu successor Gregori III va condemnar els iconoclastes i els va llençar una excomunió.